# Arklow-R-Klasse (2001)
Die Arklow-R-Klasse ist eine aus dreizehn Einheiten bestehende Küstenmotorschiffsklasse. Die Schiffe wurden auf der niederländischen Werft Barkmeijer Stroobos in Leeuwarden für die irische Reederei Arklow Shipping gebaut und zwischen Ende 2001 und Ende 2007 abgeliefert.

## Beschreibung
Die Schiffe werden von einem Viertakt-Sechszylinder-Dieselmotor des Herstellers Caterpillar angetrieben. Die Motoren des Typs MaK 6M25 verfügen über 1.499 kW Leistung und wirken über ein Untersetzungsgetriebe auf einen Verstellpropeller. Die Schiffe erreichen damit 11,5 kn. Für die Stromerzeugung stehen zwei Dieselmotoren des Herstellers Valmet mit jeweils 150 kW Leistung zur Verfügung, die zwei Generatoren des Herstellers Stamford mit jeweils 175 kVA Scheinleistung antreiben, von denen einer als Notgenerator fungiert. Weiterhin steht ein von der Hauptmaschine mit 350 kW Leistung angetriebener Wellengenerator mit 435 kVA Scheinleistung zur Verfügung. Die Schiffe sind mit einem elektrisch angetriebenen Bugstrahlruder mit 250 kW Leistung ausgestattet.
Das Deckshaus befindet sich im hinteren Bereich der Schiffe. Es verfügt über vier Decks. An Bord befinden sich acht Kammern für die Besatzung sowie u. a. Kombüse, Messe und Stauräume. Die Brücke ist über die gesamte Breite einschließlich der Nocken geschlossen. Vor dem Deckshaus befindet sich der Laderaum. Die Luke ist 62,4 Meter lang und 11,5 Meter breit und mit zehn Stapellukendeckeln verschlossen, die mithilfe eines Lukenwagens bewegt werden können. Auf 51,6 Metern Länge ist der Laderaum boxförmig. Die Schiffe sind mit zwei Schotten ausgestattet, mit denen der Laderaum unterteilt werden kann. Die Schotten können an neun Positionen aufgestellt werden. Der Laderaum ist 5873 m³ groß. Die Tankdecke kann mit 15 t/m², die Lukendeckel mit 1,5 t/m² belastet werden. Die Schiffe sind für den Transport von Containern vorbereitet. Die Containerkapazität beträgt 138 TEU. Davon können 102 TEU im Raum und 36 TEU an Deck geladen werden. Vor dem Laderaum befindet sich ein Wellenbrecher zum Schutz von Decksladung vor überkommendem Wasser.

## Schiffe
| Arklow-R-Klasse | Arklow-R-Klasse | Arklow-R-Klasse | Arklow-R-Klasse   | Arklow-R-Klasse                             |
| Bauname         | Baunr.          | IMO-Nummer      | Ablieferung       | Umbenennungen und Verbleib                  |
| --------------- | --------------- | --------------- | ----------------- | ------------------------------------------- |
| Arklow Rose     | 299             | 9238399         | 7. Dezember 2001  | 2016: Celtic Venture                        |
| Arklow River    | 300             | 9238404         | 28. Februar 2003  | 2011: Umbau zum Selbstlöscher, Hagland Saga |
| Arklow Resolve  | 302             | 9287766         | 5. Januar 2004    | 2020: Wilson Perth                          |
| Arklow Rock     | 303             | 9291705         | 16. April 2004    | 2018: Feed Rana                             |
| Arklow Rover    | 304             | 9291717         | 15. Juli 2004     | 2020: Wilson Porto                          |
| Arklow Racer    | 305             | 9291729         | 18. November 2004 | 2019: Feed Rogaland                         |
| Arklow Rebel    | 306             | 9291731         | 6. Oktober 2005   | 2021: Astrid Erika                          |
| Arklow Rainbow  | 308             | 9344497         | 18. Januar 2006   | 2023: Wilson Plymouth                       |
| Arklow Ruler    | 309             | 9344502         | 26. April 2006    | 2021: Fri Gdansk                            |
| Arklow Rival    | 310             | 9344514         | 30. August 2006   | 2021: Fri Liepaja                           |
| Arklow Rogue    | 311             | 9344526         | 15. März 2007     | 2024: Wilson Pola                           |
| Arklow Raven    | 312             | 9344538         | 21. Juni 2007     |                                             |
| Arklow Raider   | 313             | 9344540         | 3. Oktober 2007   |                                             |

Die Schiffe kamen unter der Flagge Irlands mit Heimathafen Arklow in Fahrt. Die vier zuerst gebauten Einheiten kamen später unter die Flagge der Niederlande mit Heimathafen Rotterdam.